# Eagle Lake (Texas)
Eagle Lake is een plaats (city) in de Amerikaanse staat Texas, en valt bestuurlijk gezien onder Colorado County.

## Demografie
Bij de volkstelling in 2000 werd het aantal inwoners vastgesteld op 3664.
In 2006 is het aantal inwoners door het United States Census Bureau geschat op 3723, een stijging van 59 (1,6%).

## Geografie
Volgens het United States Census Bureau beslaat de plaats een oppervlakte van
7,1 km², geheel bestaande uit land. Eagle Lake ligt op ongeveer 52 m boven zeeniveau.

## Plaatsen in de nabije omgeving
De onderstaande figuur toont nabijgelegen plaatsen in een straal van 32 km rond Eagle Lake.